# Petri Viljanen
Petri Viljanen (Pori, 3 febbraio 1987) è un arbitro di calcio ed ex calciatore finlandese, di ruolo difensore.

## Carriera

### Club
Tra il 2006 ed il 2009 ha giocato 70 partite nella prima divisione finlandese con l'Haka, club con cui nella stagione 2008-2009 ha inoltre giocato anche 3 partite nei turni preliminari di Coppa UEFA.

### Nazionale
Ha partecipato ai campionati europei Under-21 nel 2009.